# ディプロベルテブロン
ディプロベルテブロン（Diplovertebron）は石炭紀後期の北米やヨーロッパのチェコに生息していた絶滅爬形類。学名は「二つの脊椎」の意。

## 特徴
全長1～1.5m。泳ぎに適した細長い胴体と長く縦に平たい尾、やや短いがある程度発達した歩行に耐えうる四肢と爬虫類に似た強靭な脊椎を持つ半水生の動物。頭は大きく三角形。魚食性だったらしい。
聴覚器官は未だ獲得しておらず、空気中の音は聞けなかった。
眼輪が著しく発達していた。